# رند (کلرادو)
رند (به انگلیسی: Rand) یک منطقهٔ مسکونی در ایالات متحده آمریکا است که در شهرستان جکسون، کلرادو واقع شده‌است. رند ۲٬۶۳۰ متر بالاتر از سطح دریا واقع شده‌است.